# Smith Cho
Smith Cho (ur. 25 grudnia 1985 w Saginaw w stanie Michigan) – amerykańska aktorka pochodzenia koreańskiego.

## Filmografia
- 2009: Fired Up jako Beth
- 2008: The Slammin' Salmon jako tłumaczka japońskiego
- 2008: The Last Lullaby jako Connie
- 2008: Mów mi Dave (Meet Dave) jako porucznik Lewa Noga
- 2008: Say Goodnight jako Angela
- 2007: Ostrza chwały (Blades of Glory) jako wróżka w przedstawieniu łyżwiarskim
- 2007: Ping Pong Playa jako Jennifer
- 2007: Norbit jako była żona #3
- 2007: The Hill jako Cheyenne
- 2006: She Said/He Said
- 2004: Outpost jako Smith
- 2003: Bad Boys II jako klientka sklepu elektrycznego

## Seriale
- 2008: Nieustraszony jako Zoe Chae
- 2006: Gdy rozum mówi nie (Emily's Reasons Why Not) jako Glitter
- 2004: Dr House (House, M.D.) jako Julia
- 2004: Ekipa (Entourage) jako Chloe
- 2003-2004: Obława (Dragnet) jako Marla
- 2000-2004: Boston Public jako Sandy
- 1998-2004: Jak pan może, panie doktorze? (Becker) jako Victoria